# الهروب من ألكتراز
الهروب من ألكتراز (بالإنجليزية: Escape from Alcatraz)‏، هو فيلم أمريكي من نوع دراما، أنتج عام 1979م، من بطولة كلينت إيستوود.

## قصة الفيلم
تبدأ قصة الفيلم حول حبس السجين فرانك موريس (كلينت إيستوود) عام 1960م في سجن ألكتارز، وخطط موريس بذكائه الخارق كيفية الهروب من السجن وسرقة أدوات حادة بخفاء ويقوم بتقشيره وصمم رأس الدمية لكي يهرب من السجن ومعه شخصان، ومن ثم تمكنوا من الهروب، واختفوا من المشهد نهائياً.
في أوائل عام 1960، فرانك موريس (كلينت ايستوود)، وهو سجين ذو ذكاء استثنائي. الذي هرب من عدة سجون، يصل إلى السجن ذو الحراسة المشددة وهو سجن جزيرة ألكتراز. بعد وصوله مباشرة، تم استدعاؤه إلى مكتب آمر السجن (باتريك ماكجوهان)، الذي أخبره باقتضاب أن ألكتراز فريد من نوعه داخل نظام السجون الأمريكي بسبب مستوى الأمن العالي للغاية وأنه لم يهرب أي سجين بنجاح. على مدى الأيام القليلة التالية، يقوم موريس بالتعرف على عدد قليل من السجناء، بما في ذلك لوتميس غريب الأطوار (فرانك رونزيو)، المولع بالحلويات؛ انجلش (بول بنيامين)، نزيل أسود يقضي حكما بالسجن مدى الحياة لقتله رجلين بيض دفاعا عن النفس؛ والدكتور المسن (روبرتس بلوسوم)، الذي يرسم الصور الشخصية ويزرع الأقحوان في باحة السجن. تنشأ عداوة بين موريس ومغتصب يدعى وولف (بروس م. فيشر)، الذي حاول وولف مضايقته والتحرش به جنسيا أثناء الاستحمام وهاجمه لاحقًا في ساحة السجن بسكين؛ بعد حادثة هجوم السكين يتم إرسالهما إلى الحفرة «وهي تسمية تطلق على الزنازين الانفرادية في السجن». يتم الإفراج عن موريس بعدها بفترة بينما بقي وولف لبعض الوقت. عندما كان آمر السجن (باتريك ماكجوهان) في جولة، يكتشف أن دوك (روبرتس بلوسوم) رسم كاريكاتورًا يظهره بشكل بشع. بعد ذلك، فإنه يأمر بمنع كافة الامتيازات التي كانت تعطى لدوك (روبرتس بلوسوم) بشكل دائم ومن ضمنها أدوات ولوحات الرسم؛ كرد على سخريته، يقوم دوك (روبرتس بلوسوم) المكتئب بعدها بفترة وأثناء عمله في ورشة السجن بقطع اصبعه بالمنشار على مرأى من موريس، ينتبه الحراس ويتم أخذه من ورشة السجن ويرسل إلى المستشفى. في وقت لاحق، يقابل موريس الأخوين اللصوص جون وكلارنس أنجلين (فريد وارد وجاك تيبو)، وهما صديقان قديمان له تعرف عليهما عندما كان يقضي حكما سابق في أحد السجون، ويقابلون السجين تشارلي بوتس (لاري هانكين). يلاحظ موريس أن الخرسانة حول فتحة التصريف في زنزانته ضعيفة ويمكن حفرها، بعد هذا الأكتشاف، تنشئ فكرة الهروب من السجن لدى موريس. على مدى الأشهر القليلة التالية، يحفر موريس والأخوين أنجلين وتشارلي بوتس الخرسانة التي حول فتحات التصريف في زنازينهم باستخدام الملاعق، ولضمان عدم ملاحظة الحراس لهم أثناء عملهم، صنعوا دمى الورق ليخدعوا الحراس، وقاموا ببناء طوف من معاطف المطر التي قدمت لهم من بعض السجناء المتعاونين معهم. في وقت لاحق، أثناء وقت تناول الطعام، يضع موريس أقحوانًا على الطاولة تكريمًا لدوك، لكن آمر السجن يتوقف ويسحق زهور الأقحوان، مما يتسبب في أن يعاني لوتميس المستفز والغاضب من نوبة قلبية. في وقت لاحق، يطلب مأمور السجن بأن تفتش زنزانة موريس ولا يجد بها الحرس أي شيء غير عادي. ومع ذلك، أصدر آمر السجن أوامره بنقل موريس إلى زنزانة في قسم آخر في السجن في أقرب وقت ممكن. يتم إطلاق سراح وولف من الحبس الانفرادي ويستعد لمهاجمة موريس مرة أخرى لكن انجلش (بول بنيامين) يتمكن من القدرة على اعتراضه، حيث هدد انجلش إلى أن عصابته سوف تقوم بأغتصابه إذا لم يرتدع. في تلك الليلة، قرر السجناء المغادرة. يخطط موريس، والأخوين أنجلين وتشارلي بوتس للاجتماع في ممر الخدمات الذي بين الزنازين والهروب. يفقد تشارلي أعصابه ويفشل في الالتقاء بها بسبب أنه لم يتمكن من حفر الخرسانة التي حول فتحة التصريف في الوقت المناسب ويعود إلى سريره وهو حزين. من خلال حمل المعدات المستخدمة للهرب، يصل موريس الأخوين أنجلين إلى السقف ويتجنبان الكشافات. من هناك، يندفعون إلى جانب المبنى إلى ساحة السجن، ويتسلقون فوق سياج من الأسلاك الشائكة، ويشقون طريقهم إلى شاطئ الجزيرة، حيث ينفخون الطوف. يغادر الرجال الثلاثة من ألكتراز، مغمورون جزئيا في الماء، ويتشبثون بالطوف، مستخدمين أرجلهم كقوة دفع رئيسية.
في صباح اليوم التالي، تم اكتشاف الهروب وتبع الاكتشاف اطلاق عملية مطاردة ضخمة. أثناء عمليات البحث والتحري تم العثور على قطع من معطف واق من المطر، وبعض المتعلقات الشخصية للرجال عائمة في خليج سان فرانسيسكو. أثناء البحث في إحدى الجزر القريبة، يصر آمر السجن بعناد على أن الأمتعة الشخصية للرجال كانت مهمة، وكان الرجال قد غرقوا قبل تركهم وراءهم. ومع ذلك، يشكك حارس آخر في رواية آمر السجن، مما يوحي بأن المدانين تخلصوا منهم ليوحوا للسلطات بأنهم غرقوا. يُبلغ مساعد آمر السجن الآمر بأنه تم استدعاؤه للذهاب إلى واشنطن لحضور جلسة تحقيق، مع احتمال إجباره على قبول التقاعد المبكر لأنه فشل في منع عملية الهروب من السجن. على إحدى الصخور في جزيرة السجن، يجد آمر السجن أقحوانًا ويخبره مساعده متعجبا بأن هذا النوع من الزهور لا ينمو هنا على الجزيرة. يُختتم الفيلم بسرد نص مدرج يخبر بأن الهاربين لم يتم العثور عليهم مطلقًا، وأن ألكتراز تم إغلاقه بعد أقل من عام الحادثة.

## الممثلون
- كلينت إيستوود بدور فرانك موريس
- باتريك ماكجوهان بدور آمر السجن
- فريد وارد بدور جون أنجلين
- جاك ثيبو بدور كلارنس أنجلين
- لاري هانكين بدور تشارلي بوتس
- فرانك رونزيو بدور لوتميس
- روبرتس بلوسوم بدور دوك
- بول بنيامين بدور أنجلش
- بروس م.فيشر بدور وولف غريس

## وصلات خارجية
- الهروب من ألكتراز على موقع IMDb (الإنجليزية)
- الهروب من ألكتراز على موقع ميتاكريتيك (الإنجليزية)
- الهروب من ألكتراز على موقع الموسوعة البريطانية (الإنجليزية)
- الهروب من ألكتراز على موقع روتن توميتوز (الإنجليزية)
- الهروب من ألكتراز على موقع نتفليكس (الإنجليزية)
- الهروب من ألكتراز على موقع ألو سيني (الفرنسية)
- الهروب من ألكتراز على موقع Turner Classic Movies (الإنجليزية)
- الهروب من ألكتراز على موقع أول موفي (الإنجليزية)
- الهروب من ألكتراز على موقع بوكس أوفيس موجو (الإنجليزية)
- الهروب من ألكتراز على موقع فيلمافينيتي (الإسبانية)